# 中華床杜父魚
中華床杜父魚（学名：Myoxocephalus sinensis），為輻鰭魚綱鮋形目杜父魚亞目杜父魚科床杜父魚屬的其中一種。屬淡水底棲性魚類，分布於亞洲中國的溪流。其种加词“sinensis”意为“中华的”。